# Tênis de mesa nos Jogos Olímpicos de Verão de 2012 - Equipes masculinas

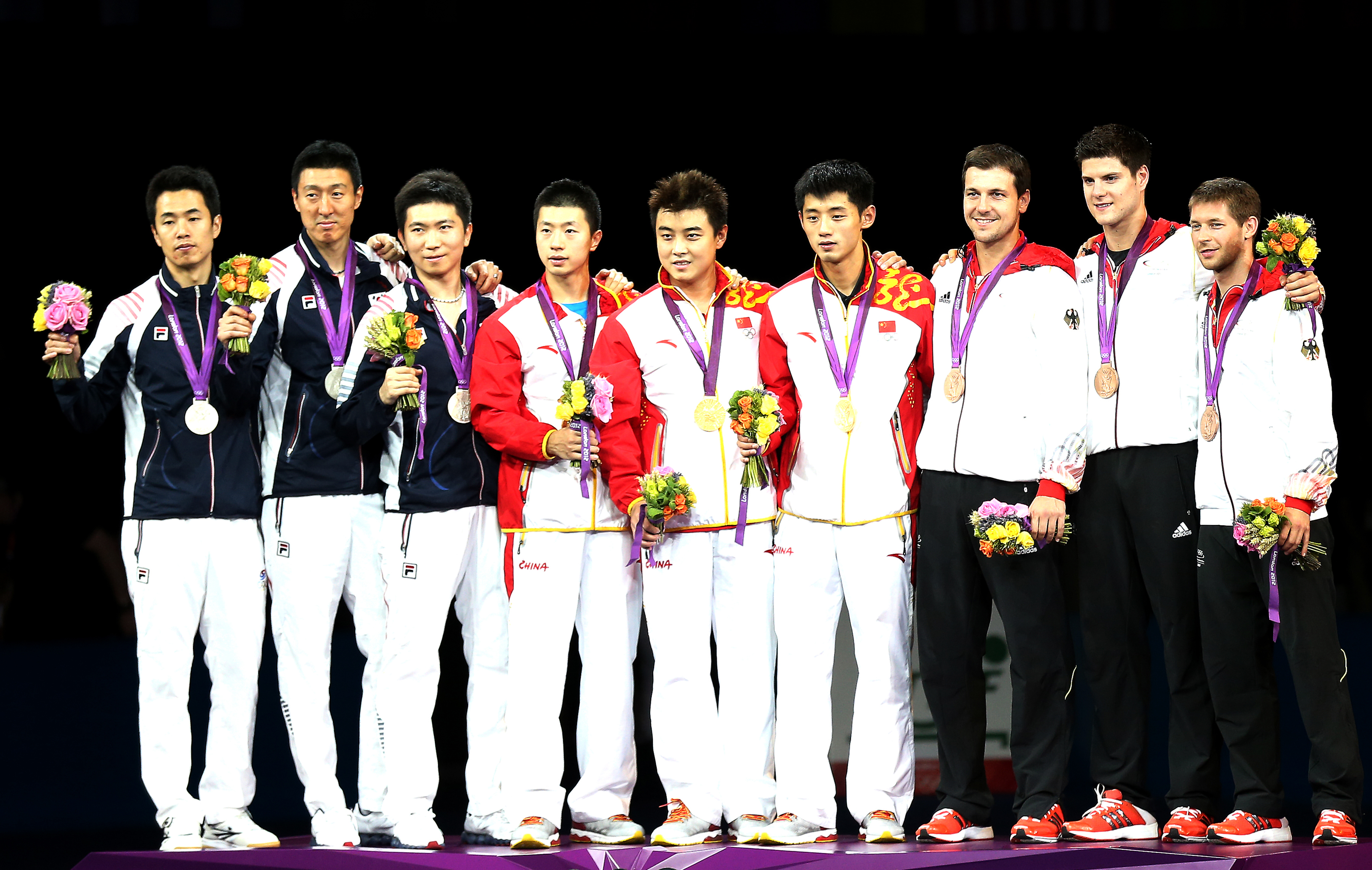
Medalhistas da competição por equipes masculinas.

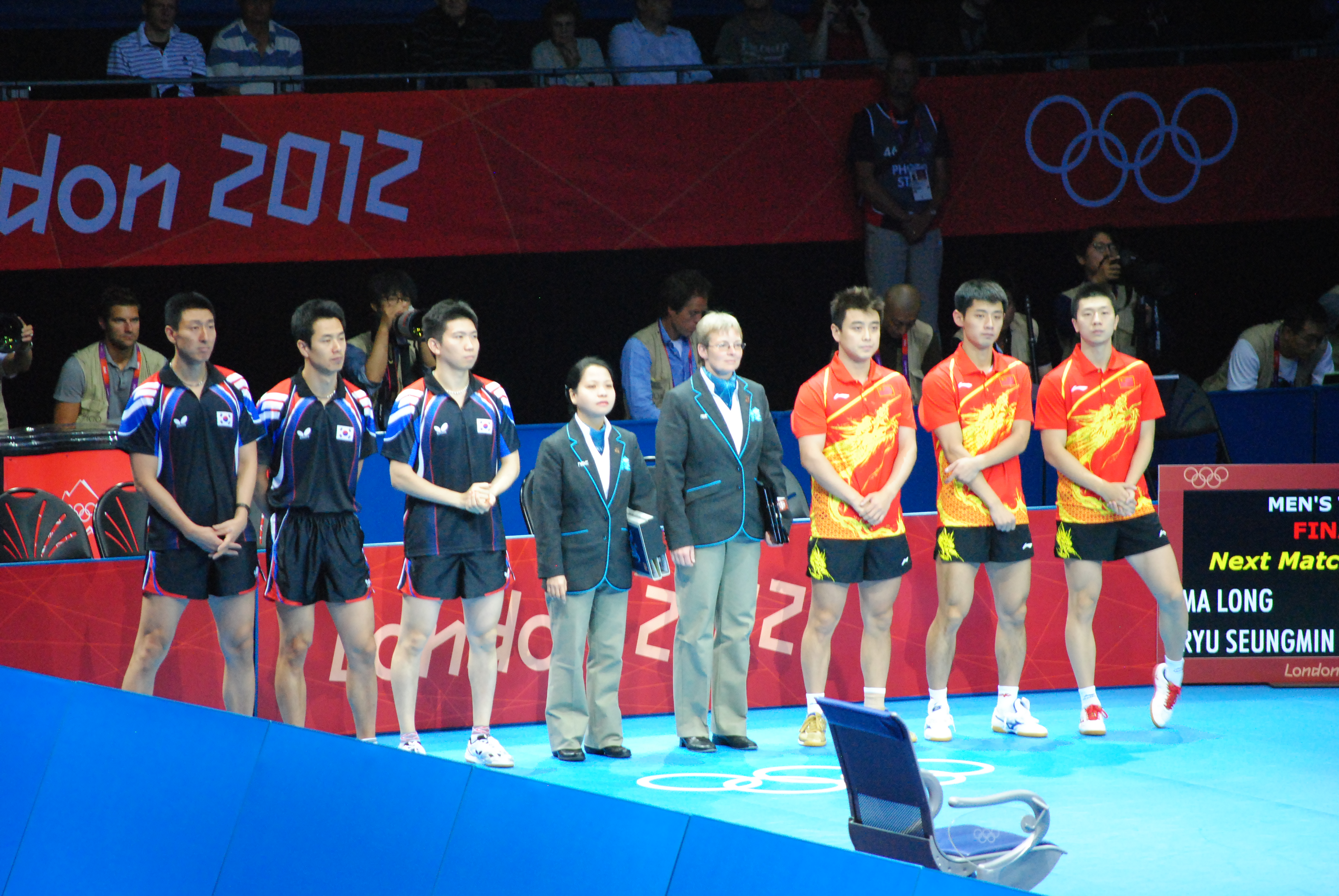
Coreia do Sul e China disputaram a final no ExCeL.

A disputa por equipes masculinas do tênis de mesa nos Jogos Olímpicos de Verão de 2012 foi realizada entre os dias 3 e 8 de agosto no ExCeL, em Londres.

## Medalhistas
|  | CHN China                   |  | KOR Coreia do Sul                     |  | GER Alemanha                                |
|  | Ma Long Wang Hao Zhang Jike |  | Joo Se-Hyuk Oh Sang-Eun Ryu Seung-Min |  | Timo Boll Dimitrij Ovtcharov Bastian Steger |

## Calendário
| Data        | Hora  | Fase                |
| ----------- | ----- | ------------------- |
| 3 de agosto | 19:00 | Oitavas de final    |
| 4 de agosto | 10:00 | Oitavas de final    |
| 5 de agosto | 10:00 | Quartas de final    |
| 6 de agosto | 14:30 | Semifinais          |
| 8 de agosto | 11:00 | Disputa pelo bronze |
| 8 de agosto | 15:30 | Disputa pelo ouro   |

## Cabeças de chave
O chaveamento das equipes foi realizado de acordo com o ranking individual dos atletas.
| Pos. | Equipe              | Atletas (ranking mundial em 4 de julho) | Atletas (ranking mundial em 4 de julho) | Atletas (ranking mundial em 4 de julho) |
| ---- | ------------------- | --------------------------------------- | --------------------------------------- | --------------------------------------- |
| 1    | CHN China           | Zhang Jike (1)                          | Ma Long (2)                             | Wang Hao (4)                            |
| 2    | KOR Coreia do Sul   | Joo Se-Hyuk (10)                        | Oh Sang-Eun (11)                        | Ryu Seung-Min (17)                      |
| 3    | JPN Japão           | Jun Mizutani (5)                        | Koki Niwa (16)                          | Seiya Kishikawa (21)                    |
| 4    | GER Alemanha        | Timo Boll (7)                           | Dimitrij Ovtcharov (12)                 | Bastian Steger (24)                     |
| 5    | SIN Singapura       | Gao Ning (15)                           | Zhan Jian (25)                          | Yang Zi (54)                            |
| 6    | HKG Hong Kong       | Jiang Tianyi (20)                       | Tang Peng (32)                          | Leung Chu Yan (35)                      |
| 7    | AUT Áustria         | Robert Gardos (29)                      | Chen Weixing (32)                       | Werner Schlager (47)                    |
| 8    | POR Portugal        | Marcos Freitas (31)                     | Tiago Apolónia (34)                     | João Monteiro (39)                      |
| 9    | RUS Rússia          | Alexander Shibaev (29)                  | Kirill Skachkov (41)                    | Alexey Smirnov (46)                     |
| 10   | SWE Suécia          | Jens Lundqvist (51)                     | Pär Gerell (80)                         | Jörgen Persson (90)                     |
| 11   | PRK Coreia do Norte | Jang Song-Man (59)                      | Kim Hyok-Bong (77)                      | Kim Song-Nam (181)                      |
| 12   | BRA Brasil          | Gustavo Tsuboi (104)                    | Thiago Monteiro (126)                   | Hugo Hoyama (217)                       |
| 13   | GBR Grã-Bretanha    | Paul Drinkhall (107)                    | Andrew Baggaley (133)                   | Liam Pitchford (143)                    |
| 14   | EGY Egito           | El-sayed Lashin (123)                   | Ahmed Saleh (157)                       | Omar Assar (209)                        |
| 15   | CAN Canadá          | Eugene Wang (113)                       | Pierre-Luc Hinse (305)                  | Andre Ho (393)                          |
| 16   | AUS Austrália       | William Henzell (130)                   | Justin Han (386)                        | Robert Frank (434)                      |

## Resultados
| Oitavas de final | Oitavas de final    | Oitavas de final |  |  | Quartas de final | Quartas de final  | Quartas de final |  |  | Semifinais | Semifinais        | Semifinais |  |                     | Final               | Final               | Final |
|                  |                     |                  |  |  |                  |                   |                  |  |  |            |                   |            |  |                     |                     |                     |       |
| 1                | CHN China           | 3                |  |  |                  |                   |                  |  |  |            |                   |            |  |                     |                     |                     |       |
| 9                | RUS Rússia          | 1                |  |  | 1                | CHN China         | 3                |  |  |            |                   |            |  |                     |                     |                     |       |
| 16               | AUS Austrália       | 0                |  |  | 5                | SIN Singapura     | 0                |  |  |            |                   |            |  |                     |                     |                     |       |
| 5                | SIN Singapura       | 3                |  |  |                  |                   |                  |  |  | 1          | CHN China         | 3          |  |                     |                     |                     |       |
| 7                | AUT Áustria         | 3                |  |  |                  |                   |                  |  |  | 4          | GER Alemanha      | 1          |  |                     |                     |                     |       |
| 14               | EGY Egito           | 0                |  |  | 7                | AUT Áustria       | 0                |  |  |            |                   |            |  |                     |                     |                     |       |
| 10               | SWE Suécia          | 1                |  |  | 4                | GER Alemanha      | 3                |  |  |            |                   |            |  |                     |                     |                     |       |
| 4                | GER Alemanha        | 3                |  |  |                  |                   |                  |  |  |            |                   |            |  |                     | 1                   | CHN China           | 3     |
| 3                | JPN Japão           | 3                |  |  |                  |                   |                  |  |  |            |                   |            |  |                     | 2                   | KOR Coreia do Sul   | 0     |
| 15               | CAN Canadá          | 0                |  |  | 3                | JPN Japão         | 2                |  |  |            |                   |            |  |                     |                     |                     |       |
| 12               | BRA Brasil          | 0                |  |  | 6                | HKG Hong Kong     | 3                |  |  |            |                   |            |  |                     |                     |                     |       |
| 6                | HKG Hong Kong       | 3                |  |  |                  |                   |                  |  |  | 6          | HKG Hong Kong     | 0          |  |                     |                     |                     |       |
| 8                | POR Portugal        | 3                |  |  |                  |                   |                  |  |  | 2          | KOR Coreia do Sul | 3          |  |                     |                     |                     |       |
| 13               | GBR Grã-Bretanha    | 0                |  |  | 8                | POR Portugal      | 2                |  |  |            |                   |            |  | Disputa pelo bronze | Disputa pelo bronze | Disputa pelo bronze |       |
| 11               | PRK Coreia do Norte | 1                |  |  | 2                | KOR Coreia do Sul | 3                |  |  |            |                   |            |  |                     | 4                   | GER Alemanha        | 3     |
| 2                | KOR Coreia do Sul   | 3                |  |  |                  |                   |                  |  |  |            |                   |            |  |                     | 6                   | HKG Hong Kong       | 1     |

### Oitavas de final
| 3 de agosto 19:00 Relatório | Áustria AUT | 3 – 0 | EGY Egito |  |

|                              | Partidas individuais         |       |                              |                        |
| Chen Weixing                 | Chen Weixing                 | 3 – 1 | El-sayed Lashin              | 7–11, 11–8, 11–9, 11–5 |
| Werner Schlager              | Werner Schlager              | 3 – 0 | Ahmed Saleh                  | 11–6, 11–3, 11–8       |
| Robert Gardos / Chen Weixing | Robert Gardos / Chen Weixing | 3 – 0 | Omar Assar / El-sayed Lashin | 11–8, 11–5, 14–12      |
|                              |                              |       |                              |                        |
|                              |                              |       |                              |                        |

| 3 de agosto 19:00 Relatório | Suécia SWE | 1 – 3 | GER Alemanha |  |

|                             | Partidas individuais        |       |                            |                               |
| Jörgen Persson              | Jörgen Persson              | 3 – 1 | Timo Boll                  | 11–6, 11–7, 14–16, 11–8       |
| Pär Gerell                  | Pär Gerell                  | 2 – 3 | Dimitrij Ovtcharov         | 14–16, 11–9, 11–6, 4–11, 8–11 |
| Jens Lundqvist / Pär Gerell | Jens Lundqvist / Pär Gerell | 0 – 3 | Bastian Steger / Timo Boll | 9–11, 8–11, 9–11              |
| Jörgen Persson              | Jörgen Persson              | 0 – 3 | Bastian Steger             | 12–14, 7–11, 10–12            |
|                             |                             |       |                            |                               |

| 3 de agosto 19:00 Relatório | Brasil BRA | 0 – 3 | HKG Hong Kong |  |

|                                  | Partidas individuais             |       |                              |                         |
| Hugo Hoyama                      | Hugo Hoyama                      | 1 – 3 | Jiang Tianyi                 | 5–11, 11–8, 6–11, 2–11  |
| Thiago Monteiro                  | Thiago Monteiro                  | 0 – 3 | Tang Peng                    | 8–11, 2–11, 9–11        |
| Gustavo Tsuboi / Thiago Monteiro | Gustavo Tsuboi / Thiago Monteiro | 1 – 3 | Leung Chu Yan / Jiang Tianyi | 12–10, 3–11, 5–11, 6–11 |
|                                  |                                  |       |                              |                         |
|                                  |                                  |       |                              |                         |

| 3 de agosto 19:00 Relatório | Portugal POR | 3 – 0 | GBR Grã-Bretanha |  |

|                                | Partidas individuais           |       |                                  |                         |
| Marcos Freitas                 | Marcos Freitas                 | 3 – 1 | Paul Drinkhall                   | 13–15, 11–6, 11–7, 11–8 |
| João Monteiro                  | João Monteiro                  | 3 – 1 | Liam Pitchford                   | 9–11, 11–5, 11–7, 11–8  |
| Tiago Apolónia / João Monteiro | Tiago Apolónia / João Monteiro | 3 – 0 | Andrew Baggaley / Liam Pitchford | 11–5, 11–7, 11–9        |
|                                |                                |       |                                  |                         |
|                                |                                |       |                                  |                         |

| 4 de agosto 10:00 Relatório | China CHN | 3 – 1 | RUS Rússia |  |

|                    | Partidas individuais |       |                                  |                              |
| Zhang Jike         | Zhang Jike           | 3 – 0 | Kirill Skachkov                  | 11–5, 12–10, 11–7            |
| Ma Long            | Ma Long              | 3 – 0 | Alexander Shibaev                | 11–9, 11–5, 11–4             |
| Wang Hao / Ma Long | Wang Hao / Ma Long   | 2 – 3 | Alexey Smirnov / Kirill Skachkov | 8–11, 11–7, 11–6, 9–11, 6–11 |
| Zhang Jike         | Zhang Jike           | 3 – 0 | Alexey Smirnov                   | 11–8, 11–8, 11–6             |
|                    |                      |       |                                  |                              |

| 4 de agosto 10:00 Relatório | Austrália AUS | 0 – 3 | SIN Singapura |  |

|                           | Partidas individuais      |       |                     |                        |
| Justin Han                | Justin Han                | 0 – 3 | Gao Ning            | 5–11, 8–11, 5–11       |
| William Henzell           | William Henzell           | 0 – 3 | Zhan Jian           | 8–11, 3–11, 9–11       |
| Robert Frank / Justin Han | Robert Frank / Justin Han | 1 – 3 | Yang Zi / Zhan Jian | 4–11, 4–11, 11–8, 5–11 |
|                           |                           |       |                     |                        |
|                           |                           |       |                     |                        |

| 4 de agosto 10:00 Relatório | Japão JPN | 3 – 0 | CAN Canadá |  |

|                                | Partidas individuais           |       |                             |                   |
| Jun Mizutani                   | Jun Mizutani                   | 3 – 0 | Andre Ho                    | 11–6, 11–3, 11–5  |
| Koki Niwa                      | Koki Niwa                      | 3 – 0 | Zhen Wang                   | 11–6, 12–10, 11–9 |
| Seiya Kishikawa / Jun Mizutani | Seiya Kishikawa / Jun Mizutani | 3 – 0 | Pierre-Luc Hinse / Andre Ho | 11–7, 11–4, 11–6  |
|                                |                                |       |                             |                   |
|                                |                                |       |                             |                   |

| 4 de agosto 10:00 Relatório | Coreia do Norte PRK | 1 – 3 | KOR Coreia do Sul |  |

|                              | Partidas individuais         |       |                             |                              |
| Kim Hyok-Bong                | Kim Hyok-Bong                | 3 – 0 | Oh Sang-Eun                 | 11–6, 11–8, 12–10            |
| Jang Song-Man                | Jang Song-Man                | 0 – 3 | Joo Se-Hyuk                 | 10–12, 3–11, 9–11            |
| Kim Song-Nam / Jang Song-Man | Kim Song-Nam / Jang Song-Man | 1 – 3 | Ryu Seung-Min / Oh Sang-Eun | 8–11, 11–8, 12–14, 9–11      |
| Kim Hyok-Bong                | Kim Hyok-Bong                | 2 – 3 | Ryu Seung-Min               | 11–5, 9–11, 11–9, 5–11, 3–11 |
|                              |                              |       |                             |                              |

### Quartas de final
| 5 de agosto 10:00 Relatório | China CHN | 3 – 0 | SIN Singapura |  |

|                       | Partidas individuais  |       |                     |                  |
| Ma Long               | Ma Long               | 3 – 0 | Gao Ning            | 11–4, 11–5, 11–6 |
| Wang Hao              | Wang Hao              | 3 – 0 | Zhan Jian           | 11–8, 11–3, 11–4 |
| Zhang Jike / Wang Hao | Zhang Jike / Wang Hao | 3 – 0 | Yang Zi / Zhan Jian | 11–8, 11–9, 11–3 |
|                       |                       |       |                     |                  |
|                       |                       |       |                     |                  |

| 5 de agosto 10:00 Relatório | Japão JPN | 2 – 3 | HKG Hong Kong |  |

|                             | Partidas individuais        |       |                              |                          |
| Jun Mizutani                | Jun Mizutani                | 3 – 1 | Jiang Tianyi                 | 11–8, 11–9, 9–11, 11–9   |
| Seiya Kishikawa             | Seiya Kishikawa             | 1 – 3 | Tang Peng                    | 7–11, 11–7, 9–11, 7–11   |
| Koki Niwa / Seiya Kishikawa | Koki Niwa / Seiya Kishikawa | 1 – 3 | Leung Chu Yan / Jiang Tianyi | 11–8, 12–14, 8–11, 11–13 |
| Jun Mizutani                | Jun Mizutani                | 3 – 1 | Leung Chu Yan                | 5–11, 11–5, 13–11, 11–8  |
| Koki Niwa                   | Koki Niwa                   | 1 – 3 | Tang Peng                    | 11–7, 7–11, 7–11, 3–11   |

| 5 de agosto 14:30 Relatório | Áustria AUT | 0 – 3 | GER Alemanha |  |

|                              | Partidas individuais         |       |                            |                         |
| Robert Gardos                | Robert Gardos                | 0 – 3 | Dimitrij Ovtcharov         | 9–11, 8–11, 5–11        |
| Werner Schlager              | Werner Schlager              | 0 – 3 | Timo Boll                  | 7–11, 7–11, 4–11        |
| Chen Weixing / Robert Gardos | Chen Weixing / Robert Gardos | 1 – 3 | Bastian Steger / Timo Boll | 6–11, 11–13, 11–8, 4–11 |
|                              |                              |       |                            |                         |
|                              |                              |       |                            |                         |

| 5 de agosto 14:30 Relatório | Portugal POR | 2 – 3 | KOR Coreia do Sul |  |

|                                | Partidas individuais           |       |                             |                               |
| Tiago Apolónia                 | Tiago Apolónia                 | 0 – 3 | Oh Sang-Eun                 | 11–13, 7–11, 9–11             |
| Marcos Freitas                 | Marcos Freitas                 | 3 – 1 | Joo Se-Hyuk                 | 16–14, 11–6, 6–11, 11–9       |
| João Monteiro / Tiago Apolónia | João Monteiro / Tiago Apolónia | 3 – 2 | Ryu Seung-Min / Oh Sang-Eun | 6–11, 10–12, 11–1, 11–8, 11–7 |
| João Monteiro                  | João Monteiro                  | 1 – 3 | Joo Se-Hyuk                 | 11–8, 6–11, 4–11, 10–12       |
| Marcos Freitas                 | Marcos Freitas                 | 1 – 3 | Ryu Seung-Min               | 5–11, 6–11, 11–9, 3–11        |

### Semifinal
| 6 de agosto 14:30 Relatório | China CHN | 3 – 1 | GER Alemanha |  |

|                       | Partidas individuais  |       |                            |                         |
| Ma Long               | Ma Long               | 3 – 1 | Dimitrij Ovtcharov         | 12–10, 5–11, 11–9, 11–1 |
| Zhang Jike            | Zhang Jike            | 1 – 3 | Timo Boll                  | 11–8, 8 –11, 9–11, 8–11 |
| Wang Hao / Zhang Jike | Wang Hao / Zhang Jike | 3 – 1 | Bastian Steger / Timo Boll | 10–12, 11–8, 11–5, 11–5 |
| Ma Long               | Ma Long               | 3 – 0 | Bastian Steger             | 11–3, 11–5, 11–7        |
|                       |                       |       |                            |                         |

| 6 de agosto 19:00 Relatório | Hong Kong HKG | 0 – 3 | KOR Coreia do Sul |  |

|                              | Partidas individuais         |       |                             |                               |
| Tang Peng                    | Tang Peng                    | 2 – 3 | Ryu Seung-Min               | 11–7, 4–11, 6–11, 11–8, 9–11  |
| Jiang Tianyi                 | Jiang Tianyi                 | 0 – 3 | Joo Se-Hyuk                 | 3–11, 6–11, 8–11              |
| Leung Chu Yan / Jiang Tianyi | Leung Chu Yan / Jiang Tianyi | 2 – 3 | Oh Sang-Eun / Ryu Seung-Min | 11–5, 6–11, 2–11, 13–11, 9–11 |
|                              |                              |       |                             |                               |
|                              |                              |       |                             |                               |

### Disputa pelo bronze
| 8 de agosto 11:00 Relatório | Alemanha GER | 3 – 1 | HKG Hong Kong |  |

|                                     | Partidas individuais                |       |                              |                          |
| Timo Boll                           | Timo Boll                           | 3 – 0 | Leung Chu Yan                | 11–6, 11–3, 11–7         |
| Dimitrij Ovtcharov                  | Dimitrij Ovtcharov                  | 3 – 1 | Tang Peng                    | 13–11, 11–13, 11–9, 11–9 |
| Bastian Steger / Dimitrij Ovtcharov | Bastian Steger / Dimitrij Ovtcharov | 0 – 3 | Jiang Tianyi / Leung Chu Yan | 10–12, 8–11, 4–11        |
| Timo Boll                           | Timo Boll                           | 3 – 1 | Jiang Tianyi                 | 9–11, 11–5, 11–9, 11–9   |
|                                     |                                     |       |                              |                          |

### Final
| 8 de agosto 15:30 Relatório | China CHN | 3 – 0 | KOR Coreia do Sul |  |

|                       | Partidas individuais  |       |                             |                        |
| Ma Long               | Ma Long               | 3 – 1 | Ryu Seung-Min               | 11–6, 11–6‚ 6–11, 11–4 |
| Zhang Jike            | Zhang Jike            | 3 – 1 | Joo Se-Hyuk                 | 11–9, 5–11, 11–6, 11–8 |
| Wang Hao / Zhang Jike | Wang Hao / Zhang Jike | 3 – 0 | Oh Sang-Eun / Ryu Seung-Min | 11–4, 11–8, 11–6       |
|                       |                       |       |                             |                        |
|                       |                       |       |                             |                        |